# 宮田敬一
宮田 敬一（みやた けいいち、1950年9月15日 - 2011年2月10日）は、日本の臨床心理学者・臨床心理士。専門は、臨床心理学・心理療法・ブリーフセラピー。日本に初めてミルトン・エリクソン（Milton Erickson）を紹介した。石川県出身。

## 略歴
- 1973年、金沢大学教育学部卒
- 1977年、九州大学大学院博士課程中途退学
- 1986年 - 1987年、ワシントン家族療法研究所に留学。
  - ジェイ・ヘイリー(Jay Haley)、クロエ・マダネス（Cloe Madanes）夫妻と共に、ストラテジックアプローチの研究に従事し、本格的にエリクソン派の訓練を受けた。
- 1995年 - 2001年、新潟大学教授
- 2001年 - 2005年、お茶の水女子大学教授
- 2005年 - 2011年、大阪大学大学院人間科学研究科教授
- 2011年2月10日、京都市中京区の病院で死去。60歳没。

## 学会
- 日本ブリーフサイコセラピー学会（創設会長・理事）
- ブリーフセラピーネットワーク・ジャパン（代表）
- 日本心理臨床学会
- 日本催眠医学心理学会（理事長）
- 日本臨床動作学会（理事）
- 日本リハビリテーション心理学会（理事）
- 日本電話相談学会（理事）
- アメリカ夫婦・家族療法学会（臨床会員）

## 主な著作

### 著書
- 『戦略的家族療法』（全国心身障害児福祉財団、1989年）

### 編著
- 『ブリーフセラピー入門』編（金剛出版、1994年）
- 『解決志向ブリーフセラピーの実際』編（金剛出版、1997年）
- 『学校におけるブリーフセラピー』編（金剛出版、1998年）
- 『医療におけるブリーフセラピー』編（金剛出版、1999年）
- 『産業臨床におけるブリーフセラピー』編（金剛出版、2001年）
- 『児童虐待へのブリーフセラピー』編（金剛出版、2003年）
- 『軽度発達障害へのブリーフセラピー：効果的な特別支援教育の構築のために』編（金剛出版、2006年）
- 『心理療法がうまくいくための工夫』乾吉佑共編. 金剛出版, 2009.9

### 訳書
- J.K.ゼイク（編）、成瀬悟策監訳『ミルトン・エリクソンの心理療法セミナー』（星和書店、1984年）
  - Zeig,J.K. Teaching seminar with Milton H.Erickson,M.D.. New York : Brunner/Mazel. 1980
- B.ケイド・W.H.オハンロン（著）、窪田文子共監訳『ブリーフセラピーへの招待』（亀田ブックサービス、1998年）
- B.オハンロン・S.ビードル（著）、白井幸子共訳『可能性療法：効果的なブリーフ・セラピーのための51の方法』（誠信書房、1999年）
  - O'Hanlon, B. & Beadle, S. A field guide to possibility land : possibility therapy methods. New York : W.W. Norton. 1999
- W.H.オハンロン・M.マーチン（著）、監訳、津川秀夫訳『ミルトン・エリクソンの催眠療法入門：解決志向アプローチ』（金剛出版、2001年）
  - O'Hanlon,W.H. & Martin,M. Solution‐oriented hypnosis : an Ericksonian approach. New York : Norton. 1992
- J.ヘイリー（著）、高石昇共監訳『アンコモンセラピー：ミルトン・エリクソンのひらいた世界』（二瓶社、2001年）
  - Haley,J. Uncommon therapy : the psychiatric techniques of Milton H. Erickson,M.D. New York : Norton. 1973
- H.ホロエンコ（著）、監訳、片野道子訳『親と教師のためのAD／HDの手引き』（二瓶社、2002年）
- D.ナイランド（著）、窪田文子共監訳『ADHDへのナラティヴ・アプローチ：子どもと家族・支援者の新たな出発』（金剛出版、2006年）
  - Nyland,D. Treating Huckleberry Finn : a new narrative approach to working with kids diagnosed ADD/ADHD. San Francisco, Calif. : Jossey-Bass. 2000
- ビル・オハンロン『インクルーシブセラピー 敬意に満ちた態度でクライエントの抵抗を解消する26の方法』監訳, 菊池悌一郎, 青木みのり 訳. 二瓶社, 2007.10
- イブ・リプチック『ブリーフセラピーの技法を越えて 情動と治療関係を活用する解決志向アプローチ』窪田文子,河野梨香共監訳. 金剛出版, 2010.8